# Metal Gear Solid V: The Phantom Pain
Metal Gear Solid V: The Phantom Pain je akční stealth adventura z roku 2015, kterou vyvinula a vydala společnost Konami. Hideo Kodžima ji režíroval, napsal a navrhl. Jedná se o jeho poslední dílo ve společnosti Konami. The Phantom Pain je devátý díl série Metal Gear, který následuje po Metal Gear Solid V: Ground Zeroes, samostatném prologu vydaném v předchozím roce

## Příběh
Příběh se odehrává v roce 1984, devět let po událostech Metal Gear Solid V: Ground Zeroes, a sleduje vůdce žoldáků potrestaného "Venoma" Snakea, který se vydává do Sovětským svazem okupovaného Afghánistánu a do pohraniční oblasti Angoly a Zairu, aby se pomstil těm, kteří zničili jeho jednotky.

## Hratelnost
Hra se hraje z pohledu třetí osoby v otevřeném světě, který lze prozkoumávat pěšky nebo dopravními prostředky. Snake může používat široký repertoár zbraní a předmětů a přijímat pomoc od několika AI společníků, což hráči umožňuje bojovat s nepřáteli buď z krytu, nebo napřímo.
Nepřátelské vojáky a zdroje nalezené ve světě lze dopravit do Snakeova velitelství, což umožňuje jeho rozšíření a vývoj dalších technologií. Hra obsahuje dva samostatné režimy pro více hráčů, Metal Gear Online (známý také jako Metal Gear Online 3) a předsunutá operační základna. Druhý jmenovaný režim umožňuje hráčům rozvíjet základny, které pak mohou být napadeny ostatními hráči.

## Vydání a ohlasy
Hra Metal Gear Solid V: The Phantom Pain vyšla 1. září 2015 pro PlayStation 3, PlayStation 4, Windows, Xbox 360 a Xbox One. Hra se setkala s příznivým hodnocením kritiků, kteří chválili její hratelnost, otevřený svět, grafiku, témata a herecké výkony. Jeho příběh a některé změny ve vzorci série kritiky rozdělily, zatímco vzhled postavy Quiet sklidil kritiku. Opakující se mise, závěr hry a důkazy o odstraněném obsahu vedly některé k tomu, že hru označili za nedokončenou.
Do prosince 2015 se hry Metal Gear Solid V: The Phantom Pain prodalo 6 milionů kusů. Získala několik ocenění a je považována za jednu z nejlepších stealth her všech dob. V říjnu 2016 vyšel Metal Gear Solid V: The Definitive Experience, balíček, který obsahuje jak tento díl, tak předchozí díl Metal Gear Solid V: Ground Zeroes, spolu s veškerým dodatečným obsahem pro obě hry.